# 伊莱恩·美伦甘
伊萊恩·美倫甘（英語：Elaine Irwin Mellencamp，1969年8月16日—），美国超級名模。她是高級時裝品牌：Escada、Versace及YSL的代言人。上過Vogue、Marie Claire'及Votre Beaute等雜誌封面。